# Нуж'яли (селище)
Нуж'я́ли (рос. Нужъялы, марій. Нужъял) — селище у складі Медведевського району Марій Ел, Росія. Входить до складу Нурминського сільського поселення.

## Населення
Населення — 486 осіб (2010; 455 у 2002).
Національний склад (станом на 2002 рік):
- росіяни — 62 %
- марійці — 30 %